# Эррера, Томас
Томас Хосе Рамон дель Кармен де Эррера-и-Перес Давила (исп. Tomás José Ramón del Carmen de Herrera y Pérez Dávila, 21 декабря 1804 — 5 декабря 1854) — колумбийский военный и государственный деятель.

## Биография
Родился в 1804 году в городе Панама (вице-королевство Новая Гранада), который после провозглашения южноамериканскими колониями независимости от Испании оказался в составе государства Колумбия. В 1821 году поступил на военную службу, принимал участие в походах на юг, в 1824 году участвовал в бою в Хунине и битве при Аякучо. В 1828 году был обвинён в участии в заговоре и заключён в тюрьму в Боготе, бежал, был вновь пойман и приговорён к смерти, однако за его военные заслуги смертная казнь была заменена высылкой из страны.
В 1830 году вернулся в страну, и за помощь в подавлении сепаратизма Альсуры был назначен генерал-комендантом Панамского перешейка. Когда в 1839 года началась Война Высших, он принял участие в боевых действиях в Кауке, однако население Перешейка не пожелало участвовать в этом конфликте, и 18 ноября 1840 года было провозглашено независимое Государство Перешейка. Полковник Томас Эррера стал его президентом и вёл переговоры с Коста-Рикой и США о признании нового государства. 13 месяцев спустя центральному правительству в Боготе удалось уговорить Эрреру вернуть территорию перешейка в состав единого государства, пообещав не преследовать сепаратистов. Однако после восстановления центральной власти соглашение было нарушено, Эррера был лишён звания и изгнан со всех постов.
В 1845 году Эррера вернулся к политической жизни, став губернатором провинции Панама, а также военным и морским министром в правительстве Хосе Лопеса. В 1850 году был назначен губернатором провинции Картахена, и в том же году получил звание генерала. Меры Лопеса по либерализации законодательства привели к восстанию консерваторов в 1851 году, и Эррера был поставлен Лопесом во главе войск, действующих против Эусебио Борреры — губернатора провинции Антьокия.
В 1854 году, после окончания президентского срока Эрреры, новым президентом страны стал Хосе Обандо. 17 апреля 1854 года к президенту Обандо явился командующий армией провинции Кундинамарка генерал Хосе Мария Мело, и призвал его распустить правительство и ввести диктатуру, чтобы навести порядок в стране. Обандо, всю жизнь боровшийся против диктатур, отказался, был смещён со своего поста и отправлен под арест вместе с большинством членов своего кабинета и многими конгрессменами. Эррера отправился на север, и 21 апреля, прибыв в Чоконту и получив письмо от скрывающегося на территории посольства США вице-президента Хосе де Обальдиа, объявил себя главой исполнительной власти. 23 апреля он прибыл в Тунху, где поставил генерала Мануэля Марию Франко во главе вооружённых сил.
Франко удалось поставить под ружьё 2557 человек. С этим силами Эррера выдвинулся в Немокон, куда прибыл 19 мая, и стал решать: атаковать ли ему Мануэля Хименеса в Сипакире, или продолжить марш на Онду для соединения с силами генерала Хоакина Париса. Эррера принял решение атаковать Хименеса, но состоявшаяся 20 мая битва при Сипакире стала страшным поражением для сил конституционалистов. После смерти Франко Эррера передал командование армией Марсело Буитраго, который стал отводить войска к Тунхе, в то время как Эррера решил двигаться в противоположном направлении. В Ла-Веге он соединился с войсками сенатора Арболеды, бывшими частью сил генерала Париса.
Опираясь на силы Арболеды, Эррера сформировал новое правительство. Министром обороны и внешних сношений был назначен Рамон Матеус, министром внутренних дел и финансов — Пастор Оспина Родригес. Генерал Томас Сиприано де Москера был назначен комендантом провинций Момпос, Панама и Карибского региона, губернаторам был отдан приказ выполнять все его требования. В итоге Эррера добрался до Ибаге, и создал там всю структуру исполнительной власти, издавая декреты с призывом собрать Конгресс 20 июля в Боготе, а если сделать этого в Боготе не удастся — то в Ибаге.
15 июля Эррера переформировал своё правительство. 20 июля он и 23 конгрессмена встретились в Ибаге, и пришли к выводу, что открыть сессию Конгресса невозможно из-за отсутствия кворума. 5 августа в Ибаге прибыл вице-президент Хосе де Обальдиа и взял исполнительную власть в свои руки, назначив Эрреру вторым военным комендантом Северной части страны.
2 декабря войска Эрреры и Москеры достигли предместий Боготы. 4 декабря Эррера получил в бою смертельное ранение, и вскоре скончался.